# 普莱尔讷夫
普莱尔讷夫（法語：Plerneuf，法語發音：[plɛʁnœf]）是法国阿摩尔滨海省的一个市镇，位于该省中北部，属于圣布里厄区。

## 地理
普莱尔讷夫（48°30'53"N, 2°53'6"W）面积8.3 平方千米，位于法国布列塔尼大區阿摩尔滨海省，该省份为法国西北部沿海省份，位于布列塔尼半岛北部，北濒大西洋英吉利海峡，西接菲尼斯泰尔省，南至莫尔比昂省，东临伊勒-维莱讷省。
与普莱尔讷夫接壤的市镇（或旧市镇、城区）包括：拉梅欧贡、普莱洛、普卢瓦拉、圣多南、特雷米松。

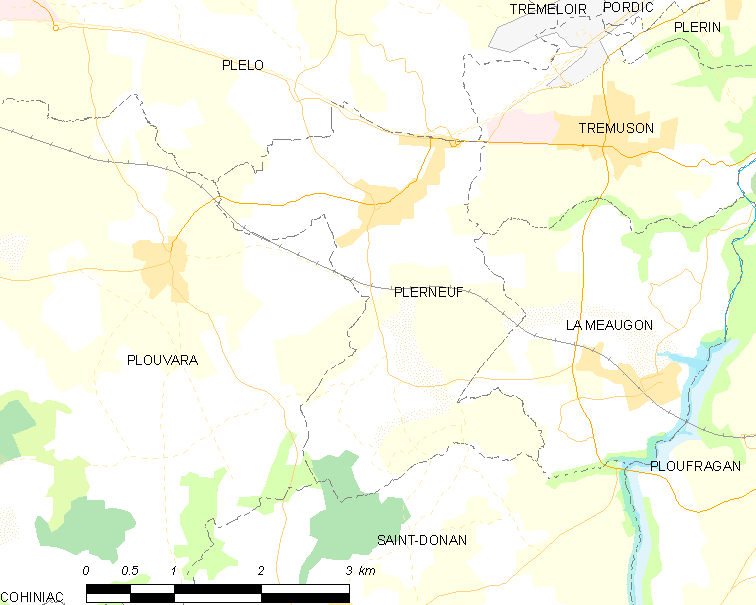
普莱尔讷夫的OSM定位图

普莱尔讷夫的时区为UTC+01:00、UTC+02:00（夏令时）。

## 行政
普莱尔讷夫的邮政编码为22170，INSEE市镇编码为22188。

## 政治
普莱尔讷夫所属的省级选区为普莱洛县。

## 人口

1962-2008年间普莱尔讷夫人口变化图示

普莱尔讷夫于2022年1月1日时的人口数量为1119人。